# Creed (Unternehmen)
Creed ist ein französischer Parfüm-Hersteller und ehemaliger Schneider und Herrenausstatter aus London. Das Unternehmen bezieht sich auf eine über 250-jährige Familientradition in der mittlerweile 7. Generation, wobei keine Firmenkontinuität zwischen dem heutigen Parfümunternehmen und dem damaligen Modeunternehmen besteht.

## Geschichte
Im Jahre 1760 zog der Schneider James Creed (1710–1798) von Leicester nach London. Dies ist der Beginn der Maßschneiderdynastie Creed. Seinen Ruf erwarb sich das Haus ab Mitte des 19. Jahrhunderts unter Henry Creed (1824–1914) durch seine Dienste für den berühmten Dandy d’Orsay, Königin Victoria und Kaiserin Eugénie von Frankreich. Es existieren royal warrants für Reitbekleidung und andere Textil- bzw. Lederwaren. U. a. wurde der Mantel des Sohnes Napoleons III. von Henry Creed geschneidert, der Entwurf befand sich noch im Besitz seines Enkels, Charles Creed (1909–1966). In den folgenden Jahren entwickelte sich das Haus zum Hoflieferanten vieler europäischen Königshäuser sowie des Hochadels und der Prominenz aus Politik und Kultur. Zu seinen exklusivsten Kunden zählten neben Königin Victoria, Kaiser Napoleon III. und seiner Gattin Eugénie auch die spanische Königin Christine. Dem Inhaber Henry Creed wurde der k.u.k. Hoflieferantentitel als Schneider in London verliehen. Allerdings gibt es keinerlei historische Belege für Creed Parfüms, sowohl Presseberichte als auch die Firmenwerbung aus dem 19. Jahrhundert beziehen sich ausschließlich auf Bekleidung. Creed ist in der Modegeschichte ein bekannter Name, spielt parfümgeschichtlich jedoch im Gegensatz zu Produzenten mit einer dokumentierten Geschichte (Farina Gegenüber, Guerlain, Houbigant, Lubin u. a.) keine Rolle.
Über d’Orsay knüpfte Creed Kontakte zum französischen Adel und ließ sich 1850 in Partnerschaft mit einem Mr. Cumberland in Paris nieder, wo sich der Hauptsitz des Hauses noch heute befindet. Olivier Henry Creed leitet heute in sechster Generation das Unternehmen. Es steht zu vermuten, dass er die reiche Geschichte des Hauses nutzte, um die Firma werbewirksam als Parfümmarke neu aufzustellen. Der große Durchbruch erfolgte 1986 mit dem innovativen Green Irish Tweed, das deutlich die Handschrift des bekannten Parfümeurs Pierre Bourdon trägt (wenige Jahre später schuf dieser das eng verwandte Cool Water für Davidoff, einer der Leitdüfte der 1990er Jahre).
Die Datierung vieler Creed-Düfte ist auf der Basis ihrer Zusammensetzung anachronistisch und viele Bezüge zu Prominenten gehen auf Gerüchte zurück. Royal English Leather (angeblich 1781) und Tabarôme Private Collection (angeblich 1875) sind stilistisch und chemisch z. B. typische Düfte der 1920er Jahre, nicht des 18. bzw. 19. Jahrhunderts. Sie sind entweder in bewusster Retromanier konstruierte neuere Parfüms oder wurden seinerzeit in kleiner Auflage als Kaufartikel oder Geschenk für Creeds Privatkunden von dem Haus in Auftrag gegeben. Octavian Coifan hat Royal English Leather als geniale Variation von François Cotys L’Origan identifiziert, dessen Formel komplett in den Lederduft eingearbeitet wurde. Das deutet auf einen sehr talentierten und geschichtsbewussten Parfümeur hin oder sogar auf François Coty selbst, der ja auch für den Wiener Schneider Knize 1924 den Duft Knize Ten kreierte.
Die Leiter des Unternehmens waren:
- James Creed (geb. 1710)
- Henry Creed (geb. 1765)
- Henry Creed II (1824–1914)
- Henry Creed III (geb. 1863)
- James Henry Creed (geb. 1904)
- Olivier Creed (geb. 1943)
- Erwin Creed (geb. 1980)

## Unternehmensentwicklung
Nach jahrzehntelanger Familienführung wurde das Unternehmen 2020 an BlackRock Long Term Private Capital und den Vorsitzenden von Diageo Javier Ferran verkauft. 2023 wurde das gesamte Unternehmen dann an den französischen Luxusgüterkonzern Kering weiterverkauft. Zunächst wurde über einen Kaufpreis von ca. 2 Mrd. € berichtet, wogegen andere Quellen von 3,5 Mrd. € sprechen. Angetrieben vom kommerziellen Erfolg maßgeblich beeinflusst vom Herrenduft „Aventus“ (seit 2010) rechtfertigte das Unternehmen solch hohe Bewertungen mit etwa 300 Mio. $ Jahresumsatz stand Juni 2024.